# Abenadar

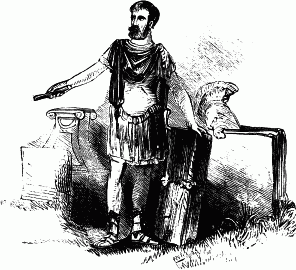
Ilustración de un centurión romano.

Abenadar (también: Abenader, Ctesifón, Tesifonte o Abenamar) es el nombre de un capitán romano que, según la visión de la monja y mística agustina Anna Katharina Emmerick (1774-1824), tuvo un papel en la Pasión de Cristo. Su existencia histórica no está asegurada, no se menciona por su nombre en los evangelios canónicos. Sin embargo, su nombre aparece frecuentemente en obras de arte moderno y la Pasión de Jesús, por lo que ha recibido el estatus de una figura extra-bíblica apócrifa. 

## Las visiones de Emmerick
Abenadar, además de Longinos (centurión), es uno de los dos soldados romanos mencionados por nombre, en los anales Das bittere Leiden unseres Herrn Jesus Christus ("La Dolorosa Pasión de Nuestro Señor Jesucristo") de Anna Katharina Emmerick escrita por Clemens Brentano. Abenadar había sido árabe por nacimiento, más tarde, como converso, fue bautizado con el nombre de Ctesifón. El escuadrón del Capitán Abenadar reemplaza a otro escuadrón durante la crucifixión. Abenadar evita que uno apedree al "buen" ladrón Dimas, que ha regulado a los burladores de Jesús entre los espectadores que se quedan boquiabiertos. Más tarde, Abenadar hace que a Jesús le den un trago de  la esponja que está empapada de vinagre puesta en un hisopo (cf. Jn 19, 29). Al morir Jesús, cuando la tierra comienza a temblar, Abenadar llega a la fe y reconoce a Jesús como "Hijo de Dios" (vea Mateo 27:54, Marcos 15:39, Lucas 23:47). Más tarde, Abenadar da cuenta al gobernador Poncio Pilato sobre la muerte de Jesús (véase Mc 15, 44) y el terremoto. Abenadar también está presente en el Descenso de la Cruz.

## Literatura y cine
No pocas veces, autores y cineastas han tomado la figura de Abenadar de las visiones de Emmerick por sus obras. Por ejemplo, en la película de 2004 de Mel Gibson, La pasión de Cristo, el actor italiano Fabio Sartor interpreta el papel de Abenadar. Él supervisa la crucifixión de Cristo como capitán y es representado como un oficial que desaprueba la crueldad de sus subordinados y está profundamente impresionado por la persona de Jesús. En su novela de 1955 "Longinus the Witness", el escritor Louis de Wohl llama a uno de los oficiales en funciones Abenadar. Al igual que Longinus, se convierte después de los eventos de la crucifixión. La historia de vida en modo ficticia de Abenadar es descrita por el autor británico L. D. Alford en su novela de 2008 "Centurion". En la producción italo-británica Jesus of Nazareth (miniserie), Ernest Borgnine, representa a un afable y compasivo centurión presente en la crucificción de Jesús, a quien anteriormente Jesús le había sanado un siervo.

## Abenadar y Stephaton
En la iconografía cristiana, el portador de esponjas suele tener el nombre de Stephaton. Llama la atención la similitud sonora de los nombres de Stephaton y Ctesiphon (el nombre de Abenadar después de su bautismo), los cuales provienen del griego. En las leyendas de la tradición cristiana, a veces las figuras del capitán y de Longino se juntan.